# Hulftegg

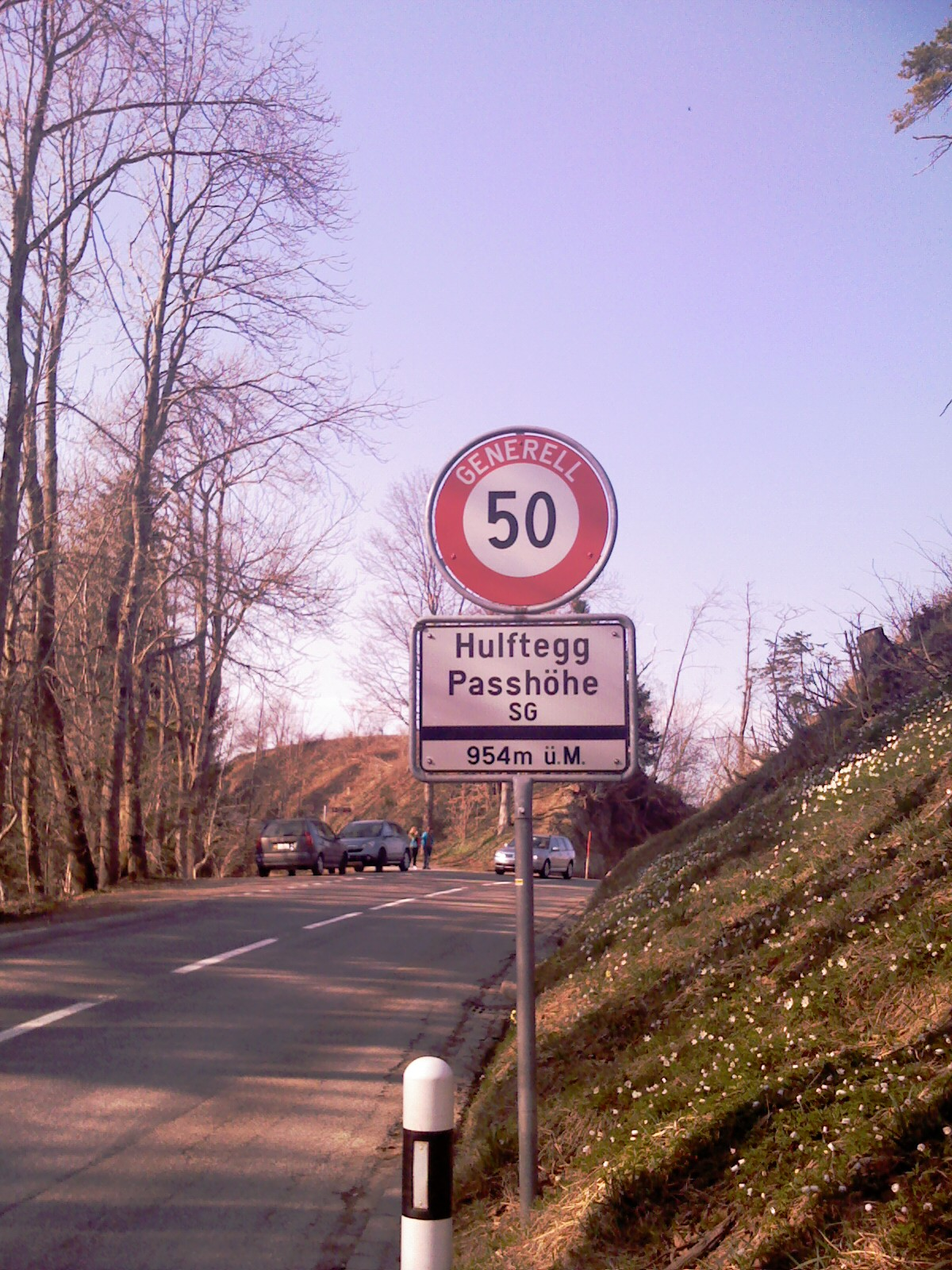
Passhöhe Hulftegg

Die Hulftegg ist ein schweizerischer Passübergang im voralpinen Toggenburg auf 953 m ü. M. zwischen Mühlrüti und Steg im Tösstal.
Die Passstrasse verbindet seit 1867 das Toggenburg im Kanton St. Gallen mit dem Tösstal im Kanton Zürich und weist eine maximale Steigung von 10 % auf. Der Pass bildet die Wasserscheide zwischen den Flusssystemen der Töss und der Thur. Auf seiner Passhöhe, die zur Gänze im Kanton St. Gallen liegt, befindet sich das bei Fahrrad- und Motorradfahrern beliebte, gleichnamige Ausflugsrestaurant.
Der Kanton St. Gallen betreibt für den Strassenunterhalt einen Stützpunkt in Mühlrüti.

## Öffentlicher Verkehr
Die Hulftegg ist mit dem Postauto täglich ab der Bahnstation Bütschwil erreichbar.
Der Dampfbahn-Verein Zürcher Oberland bietet seit 2020 einen historischen Postautokurs von Bauma auf die Hulftegg an. Dazu wurde die Strasse von der Hulftegg bis zur Kantonsgrenze St. Gallen-Zürich beim Fuchsloch unweit von Steg im Tösstal als Bergpoststrasse signalisiert. Seit 2023 verkehrt das Postauto an den Sommerwochenenden von Mühlrüti nach Steg im Tösstal.

## Geschichte
Die erste urkundliche Erwähnung der Hulftegg datiert aus dem Jahre 1656 als Hulfteren. Im 18. und 19. Jahrhundert hatte der Pass eine gewisse Bedeutung für den Viehhandel und den Baumwolltransport. Vor dem Bau der Passstrasse befand sich der Übergang zwischen Hulftegg (heute Untere Hulftegg) und Steg im Tösstal ca. 200 Meter weiter südlich unterhalb des heutigen Hofes Chrüzbüel. Der Übergang war damals rund 30 Meter höher, die Wegstrecke aber kürzer.
Die sieben Kilometer lange und fünf Meter breite Passstrasse wurde 37 Jahre nach ihrer Projektierung nach dreijähriger Bauzeit im Jahre 1867 eingeweiht. Im 19. Jahrhundert wurde an der neuen Passstrasse das Kurhaus Sennhof errichtet, an dessen Stelle sich heute das Ausflugsrestaurant befindet.

### Hulfteggbahn

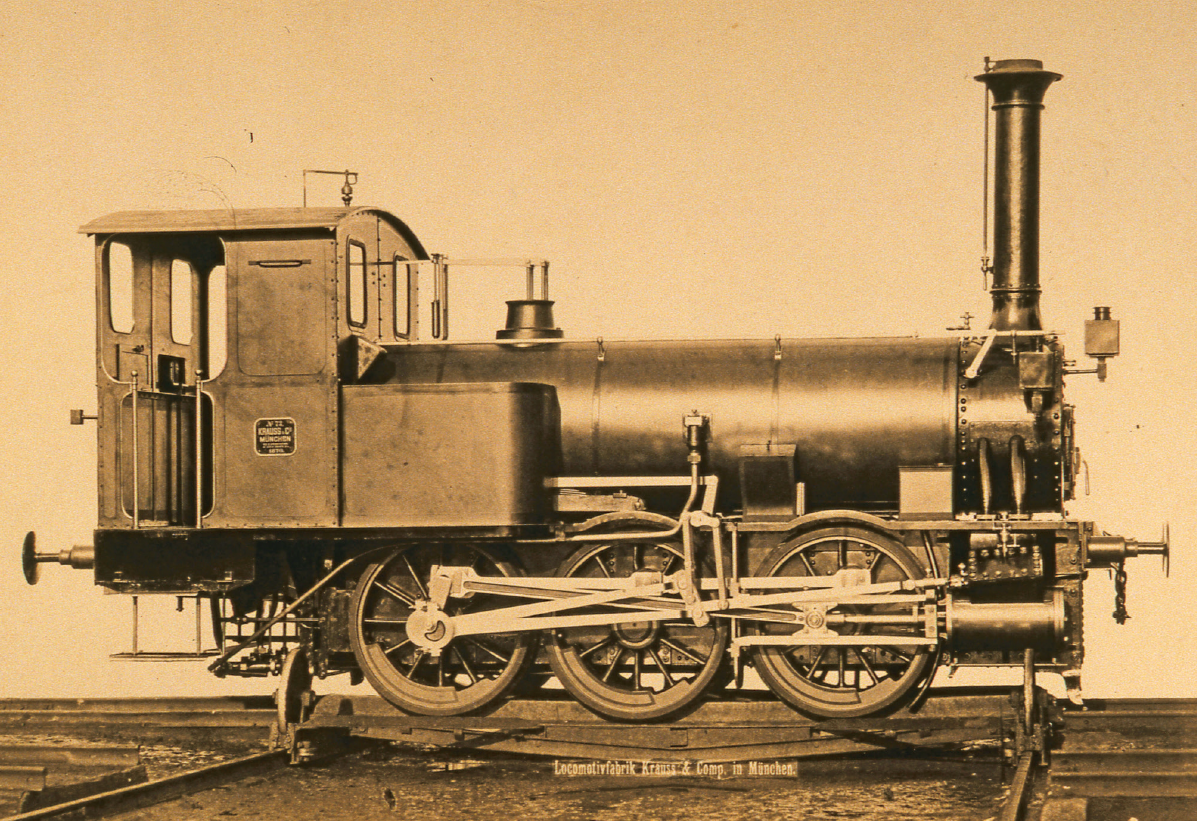
Lokomotive Hulftegg der Toggenburgerbahn

Vom Eisenbahnfieber im Toggenburg blieb auch die Hörnliregion nicht verschont. Der Kanton Thurgau wollte ursprünglich die Linienführung der Bahnstrecke St. Gallen–Winterthur über sein Hoheitsgebiet verweigern. Man fürchtete in Frauenfeld die Konkurrenz zur Thurtallinie. So entstand 1846 das Projekt einer Linienführung von Flawil über Bazenheid nach Mühlrüti und durch einen Älpli- oder Hulfteggtunnel nach Steg im Tösstal. Als dann die St. Gallisch-Appenzellische Eisenbahn doch die einfachere Linienführung über Aadorf realisieren konnte, blieb es einige Zeit um einen Hulfteggtunnel still.
1906 setzte sich ein Kirchberger Wirt für eine Verbindung Wil–Kirchberg ein. 1913 schlug ein Ingenieur verschiedene Varianten von Wil über Kirchberg, Gähwil nach Mühlrüti und durch einen Hulfteggtunnel nach Steg im Tösstal vor. Diese Pläne blieben jedoch unbeachtet von der St. Galler Regierung, die sich nie aktenkundig mit einer Hörnlibahn befasste. Mit dem Ausbruch des Ersten Weltkrieges 1914 wurden diese Projekte begraben.

## Wandermöglichkeiten
Die Hulftegg ist Ausgangspunkt für den acht Kilometer langen Hulftegg-Rundweg (ganzjährig unterhalten) sowie für verschiedene Spaziergänge und Wanderungen auf die Hügel des Zürcher Oberlands wie Hörnli oder Schnebelhorn sowie in das Tössquellgebiet.
Der Toggenburger Höhenweg, der von Wildhaus nach Wil führt, und der Höhenweg Züri Oberland von Winterthur nach Rapperswil führen über die Hulftegg.
In der Nähe führt auch der Jakobsweg von Konstanz nach Einsiedeln (hier Schwabenweg genannt) vorbei. Wegstationen sind hier das Kloster Fischingen und nach dem Aufstieg der (ehemalige) Pilgergasthof in Allenwinden. Hier führt der Weg am Hörnli vorbei hinunter ins Tösstal.